# Lucainena de las Torres
Lucainena de las Torres és una localitat de la província d'Almeria, Andalusia. L'any 2005 tenia 664 habitants. La seva extensió superficial és de 123 km² i té una densitat de 5,4 hab/km². Les seves coordenades geogràfiques són 37° 02′ N, 2° 12′ O. Està situada a una altitud de 542 metres i a 53 quilòmetres de la capital de la província, Almeria.

## Demografia
| 1998 | 1999 | 2000 | 2001 | 2002 | 2003 | 2004 | 2005 | 2006 |
| ---- | ---- | ---- | ---- | ---- | ---- | ---- | ---- | ---- |
| 565  | 595  | 656  | 670  | 668  | 621  | 610  | 664  | 676  |